# Cajun (musikgenre)
 For alternative betydninger, se Cajun. (Se også artikler, som begynder med Cajun)
 Cajun  er her betegnelsen for cajunfolkets musik, der især er dansemusik med to danse som de mest almindelige, two-step i 2/4-dels takt og vals i 3/4-dels takt. Denne cajunvals har i modsætning til den gænges vals, der betoner første taktslag kraftigt, tendens til at lade betoningerne være lige på hvert taktslag. Der synges oftest på fransk, og de almindelige dominerende instrumenter er harmonika og violin, guitaren er kommet med som akkordinstrument, og trianglen er almindeligt som slagtøj. Teksterne er korte, men violinen og harmonikaen kan så på skift lave lange improvisationer.
Denne musik har været til inspiration i adskillige andre genrer, bl.a. har Hank Williams skrevet sin berømte sang Jambalaya inspireret af cajunkulturen, en anden countrysanger Doug Kershaw er fuldstændig baseret på cajunmusikken, og en speciel rockstilart sump rock har klart sine rødder i cajun.
| Musik | Spire Denne musikartikel er en spire som bør udbygges. Du er velkommen til at hjælpe Wikipedia ved at udvide den. |